# Ángela Molina
Ángela Molina Tejedor (Madrid, 3 de octubre de 1955) es una actriz española perteneciente a una conocida dinastía de artistas. Sus comienzos cinematográficos en los años setenta, que incluyen trabajos para Luis Buñuel y Manuel Gutiérrez Aragón, la convirtieron en una de las actrices más representativas de la Transición española. Además de su trabajo en España, ha filmado también en Italia, Francia y Latinoamérica, superando el centenar de películas. Por su trabajo, ha ganado numerosos premios y distinciones. En 1986 recibió el David de Donatello de la Academia italiana y la Concha de Plata del Festival de San Sebastián. Ha ganado cinco Fotogramas de Plata (uno de ellos especial a toda su carrera) y el Premio honorífico del Festival Internacional de Cine de Guadalajara (México). El gobierno español le concedió la Medalla de Oro al Mérito en las Bellas Artes en 2002 y el Premio Nacional de Cinematografía en 2016. Recibió en 2021 el premio Goya de Honor.

## Biografía
Nace en Madrid el 3 de octubre de 1955. Tercera de los ocho hijos del cantante y actor Antonio Molina y Ángela Tejedor Capitán, sus hermanos Paula, Miguel, Mónica y Noel también se dedican a la interpretación y a la música. Su hija Olivia Molina es igualmente actriz.

### Comienzos
Estudia ballet clásico, danza española y Arte Dramático en la Escuela Superior de Madrid. Trabaja en el circo en Francia y se diploma como profesora de baile clásico español antes de aparecer en su primera película, No matarás (César F. Ardavín, 1974), a raíz de un reportaje fotográfico publicado en la revista  Fotogramas. A punto de cumplir diecinueve años, su dedicación al cine es absoluta en lo sucesivo.
Llegada la Transición, trata de desvincularse del auge comercial del destape y enfoca su carrera hacia producciones que reúnan cierta calidad y compromiso, a menudo de temática social, política o histórica, motivada por el pensamiento que acompaña cada guion.
En 1976 rechaza protagonizar Cambio de sexo, de Vicente Aranda, mientras asume papeles relevantes en La ciudad quemada, de Antoni Ribas y en Las largas vacaciones del 36, de Jaime Camino. Un año antes es propuesta para el papel que interpreta Alicia Sánchez en Furtivos, de José Luis Borau, con quien más tarde trabaja en La Sabina (1979).
Luis Buñuel la elige en 1977 para protagonizar, junto a Fernando Rey, Ese oscuro objeto del deseo, película que le proporciona renombre internacional y le abre las puertas de la cinematografía europea. En ella comparte personaje con la actriz francesa Carole Bouquet y exhibe un temperamento vivo y enigmático, que luego trata de combinar con su aspecto dulce y suave. Buñuel afirma de ella que posee «el rostro de una virgen pagana», afianzando así el mito de mujer instintiva y pasional que conserva en su mirada cierto primitivismo.

### Reconocimiento internacional
En la década de 1980 se convierte en rostro habitual de la gran pantalla, reafirma su presencia en España y la amplía en Francia e Italia, con incursiones en el cine alemán y norteamericano. Habla varios idiomas, por lo que a menudo no necesita ser doblada. Interviene en Operación Ogro, de Gillo Pontecorvo; en Bearn o La sala de las muñecas, de Jaime Chávarri, encarna a La Bella Otero en una coproducción española para la televisión italiana y rueda a las órdenes de Jaime de Armiñán, Luigi Comencini, Ricardo Franco, Marco Bellocchio, Bigas Luna o Lina Wertmüller.
Una fructífera colaboración con el director Manuel Gutiérrez Aragón afianza su carrera y ahonda en su potencial dramático mediante papeles principales en Camada negra, El corazón del bosque, Demonios en el jardín y La mitad del cielo, obras que componen un retrato alegórico de la España ominosa del franquismo y en las que la ideología, el núcleo familiar y la presencia femenina cobran especial importancia. «Esas películas marcaron mi alma y mi forma de trabajar», diría más tarde la actriz.
Sus numerosos compromisos profesionales le impiden aceptar otras propuestas, como la de Carlos Saura para protagonizar Carmen en 1983. También opta inicialmente al personaje de Verónica Forqué en ¿Qué he hecho yo para merecer esto?, de Pedro Almodóvar, y al de Victoria Abril en Padre nuestro, de Francisco Regueiro.
En 1985 se le concede el Gran Premio de la Crítica de Nueva York y en 1986 recibe el David de Donatello que otorga la Academia de Cine de Italia por la película Camorra: Contacto en Nápoles. Se convierte así en la primera actriz extranjera galardonada por una producción italiana, imponiéndose a Giulietta Masina y a la noruega Liv Ullmann, también ganadora en la misma categoría al año siguiente. Por el mismo trabajo gana el premio Nastro d'argento que entregan los periodistas cinematográficos italianos.
En 1986 consigue asimismo la Concha de Plata a la mejor actriz por La mitad del cielo en el Festival de San Sebastián, siendo también nominada en la 1ª edición de los Premios Goya, en la que resulta premiada Amparo Rivelles.

### Artista multidisciplinar
Prueba suerte en el mundo de la canción: publica el disco Con las defensas rotas y canta Muertos de amor a dúo con Georges Moustaki. Sin embargo, es en las dos entregas de Las cosas del querer (Jaime Chávarri, 1989 y 1995), donde desarrolla con éxito su faceta musical, dando vida a un personaje muy querido en su carrera. Poco antes rueda Esquilache, que protagoniza Fernando Fernán Gómez para Josefina Molina.
Considerada una de las actrices españolas mejor pagadas junto a Ana Belén y Victoria Abril, espacia sus trabajos nacionales a partir de 1990, coincidiendo con su negativa a protagonizar la versión de Bigas Luna de Las edades de Lulú por lo escabroso de algunas escenas. Destaca en Sandino, de Miguel Littín, que narra la vida del líder revolucionario nicaragüense y fuera de nuestras fronteras en El hombre que perdió su sombra, de Alain Tanner, junto a Francisco Rabal. Trabaja con Marcello Mastroianni en Le voleur d'enfants y aparece en 1492: La conquista del paraíso, superproducción de Ridley Scott que protagoniza Gérard Depardieu. Con Viggo Mortensen rueda Gimlet en 1995.
Tarda en darle el sí a Pedro Almodóvar y lo hace para su película Carne trémula (1997), un trabajo que no se aleja del todo de la chica sensual de sus comienzos, pero la aproxima ya a la mujer madura, marcada por las huellas de la vida, que representa más adelante. Consigue así su cuarto Fotogramas de Plata y logra una cuarta candidatura al Goya.
Posteriormente, protagoniza la comedia televisiva Hermanas y ofrece un variado registro en proyectos muy dispares, a menudo independientes y comprometidos, tanto españoles como extranjeros. Destacan El mar, Punto de mira (One of the Hollywood Ten), Sagitario, Al sur de Granada, Los Borgia y La caja.
En 2007 estrenó La masseria delle allodole, crónica del genocidio armenio a cargo de Paolo y Vittorio Taviani que protagoniza junto a Paz Vega, además de encarnar a una combativa asistente social en la serie de televisión francesa La Commune. Tras colaborar en dos películas de Giuseppe Tornatore, repite con Almodóvar en Los abrazos rotos, dando vida a la madre de Penélope Cruz.
Con Emilio Gutiérrez Caba encabeza el reparto de la serie de La 1 Gran Reserva (2010-2013).
Continúa vinculada al cine de autor y asegura preferir «el cine de directores que cuentan algo porque, si no lo hacen, revientan...». En reconocimiento a su extensa carrera cinematográfica, recibe en 2002 el primer Premio Málaga otorgado en el marco del Festival de Cine Español de Málaga e inaugura un monolito en su honor en el Paseo Antonio Banderas de la ciudad andaluza.

#### Teatro
En 2002 llega su primera incursión teatral en el Festival de Teatro Clásico de Mérida con el espectáculo Troya, siglo XXI, de Jorge Márquez. En 2005 encarna a la seductora Mrs. Robinson en El Graduado, montaje que dirige Andrés Lima y comparte con su hija Olivia en papeles antagónicos. Regresa tres años después a los escenarios con La dama del mar, adaptación de Susan Sontag del texto de Henrik Ibsen bajo la dirección de Robert Wilson.

#### Familia
Ángela Molina tiene cinco hijos, tres nacidos de su primera unión con el fotógrafo y realizador francés Hervé Tirmarche: Olivia (1980), Mateo (1982) y Samuel (1987); y dos, Antonio (1995) y María Isabel (2003) con su actual marido, el empresario ibicenco de origen canadiense Leo Blakstad. En 2012 nace su primera nieta, hija de Olivia y el actor Sergio Mur.

## Filmografía
- No matarás, de César Fernández Ardavín (1974).
- No quiero perder la honra, de Eugenio Martín (1975).
- Las protegidas, de Francisco Lara Polop (1975).
- Viure sense viure (cortometraje), de Carles Mira (1976).
- La ciudad quemada, de Antoni Ribas (1976).
- Las largas vacaciones del 36, de Jaime Camino (1976).
- Camada negra, de Manuel Gutiérrez Aragón (1977).
- Nunca es tarde, de Jaime de Armiñán (1977).
- Ese oscuro objeto del deseo, de Luis Buñuel (1977).
- A un dios desconocido, de Jaime Chávarri (1977).
- El gran atasco (L'ingorgo - Una storia impossibile), de Luigi Comencini (1978).
- Los restos del naufragio, de Ricardo Franco (1978).
- El hombre que supo amar, de Miguel Picazo (1978).
- Viva/muera Don Juan, de Tomás Aznar (1978).
- La portentosa vida del pare Vicent, de Carles Mira (1978).
- El corazón del bosque, de Manuel Gutiérrez Aragón (1979).
- Le buone notizie, de Elio Petri (1979).
- La Sabina, de José Luis Borau (1979).
- Operación Ogro, de Gillo Pontecorvo (1980).
- Kaltgestellt (Marginado), de Bernhard Sinkel (1980).
- Gli occhi, la bocca, de Marco Bellocchio (1982).
- Demonios en el jardín, de Manuel Gutiérrez Aragón (1982).
- Dies rigorose Leben, de Vadim Glowna (1983).
- Bearn o La sala de las muñecas, de Jaime Chávarri (1983).
- Fuego eterno, de José Ángel Rebolledo (1984).
- Bras de fer, de Gérard Vergez (1985).
- Camorra: Contacto en Nápoles (Un complicato intrigo di donne, vicoli e delitti), de Lina Wertmüller (1986).
- Lola, de Bigas Luna (1986).
- El río de oro, de Jaime Chávarri (1986).
- La mitad del cielo, de Manuel Gutiérrez Aragón (1986).
- Streets of Gold (Calles de oro), de Joe Roth (1986).
- La sposa era bellissima, de Pál Gábor (1987).
- Fuegos, de Alfredo Arias (1987).
- Laura, del cielo llega la noche, de Gonzalo Herralde (1987).
- Luces y sombras, de Jaime Camino (1988).
- Via Paradiso, de Luciano Odorisio (1988).
- Esquilache, de Josefina Molina (1989).
- Barroco, de Paul Leduc (1989).
- Río Negro, de Atahualpa Lichy (1989).
- Los ángeles, de Jacob Berger (1989).
- La barbare, de Mireille Darc (1989).
- Las cosas del querer, de Jaime Chávarri (1989).
- Volevo i pantaloni, de Maurizio Ponzi (1990).
- La batalla de los Tres Reyes (Tambores de fuego), de Souheil Ben-Barka y Uchkun Nazarov (1990).
- Sandino, de Miguel Littín (1991).
- Martes de Carnaval, de Fernando Bauluz y Pedro Carvajal (1991).
- El hombre que perdió su sombra, de Alain Tanner (1991).
- El ladrón de niños (Le voleur d'enfants), de Christian de Chalonge (1991).
- Una mujer bajo la lluvia, de Gerardo Vera (1992).
- Krapatchouk - Al este del desdén, de Enrique Gabriel (1992).
- 1492: La conquista del paraíso, de Ridley Scott (1992).
- Coitado do Jorge, de Jorge Silva Melo (1993).
- Mal de amores, de Carlos Balagué (1993).
- Con los ojos cerrados (Con gli occhi chiusi), de Francesca Archibugi (1994).
- El baile de las ánimas, de Pedro Carvajal (1994).
- Gimlet, de José Luis Acosta (1995).
- ¡Oh, cielos!, de Ricardo Franco (1995).
- Las cosas del querer 2, de Jaime Chávarri (1995).
- Edipo alcalde, de Jorge Alí Triana (1996).
- Carne trémula, de Pedro Almodóvar (1997).
- Sin querer, de Ciro Cappellari (1997).
- El viento se llevó lo que, de Alejandro Agresti (1998).
- A propósito de Buñuel, de José Luis López-Linares y Javier Rioyo (2000).
- El mar, de Agustí Villaronga (2000).
- Jara, de Manuel Estudillo (2000).
- Un delitto impossibile, de Antonio Luigi Grimaldi (2001).
- Malefemmene, de Fabio Conversi (2001).
- Punto de mira (One of the Hollywood Ten), de Karl Francis (2001).
- Sagitario, de Vicente Molina Foix (2001).
- L'origine du monde, de Jérôme Enrico (2001).
- El verano de Anna (Annas Sommer), de Jeanine Meerapfel (2002).
- Carnages, de Delphine Gleize (2002).
- Nowhere, de Luis Sepúlveda (2002).
- Piedras, de Ramón Salazar (2002).
- Al sur de Granada, de Fernando Colomo (2003).
- La desconocida (La sconosciuta), de Giuseppe Tornatore (2006).
- La sacra famiglia, de Raffaele Mertes (2006).
- Los Borgia, de Antonio Hernández (2006).
- El triunfo, de Mireia Ros (2006).
- La masseria delle allodole, de Paolo y Vittorio Taviani (2007).
- La caja, de Juan Carlos Falcón (2007).
- Diario de una ninfómana, de Christian Molina (2008).
- Un château en Espagne, de Isabelle Doval (2008).
- 14, Fabian Road, de Jaime de Armiñán (2008).
- Barbarossa, de Renzo Martinelli (2009).
- Baarìa, de Giuseppe Tornatore (2009).
- Los abrazos rotos, de Pedro Almodóvar (2009).
- El camino (The Way), de Emilio Estévez (2010).
- Vidas pequeñas, de Enrique Gabriel (2011).
- Carne de neón, de Paco Cabezas (2011).
- Blancanieves, de Pablo Berger (2012).
- Miel de naranjas, de Imanol Uribe (2012).
- Memoria de mis putas tristes, de Henning Carlsen (2012).
- Amaro amore, de Francesco Henderson Pepe (2013).
- Indeleble / Nieulotne (Lasting), de Jacek Borcuch  (2013).
- Lejos de los hombres (Loin des hommes), de David Oelhoffen (2014).
- Nessuno si salva da solo, de Sergio Castellitto (2015).
- Murieron por encima de sus posibilidades, de Isaki Lacuesta  (2015).
- Tini: El gran cambio de Violetta, de Juan Pablo Buscarini (2016).
- El último traje, de Pablo Solarz (2017).
- El otro hermano, de Adrián Caetano (2017).
- Ánimas, de Laura Alvea y José F. Ortuño (2018).
- L'uomo che comprò la luna, de Paolo Zucca (2018).
- El árbol de la sangre, de Julio Médem (2018).
- Me llamo Gennet, de Miguel Ángel Tobías (2019).
- Charlotte, de Simón Franco (2021).
- Carta a mi madre para mi hijo (cortometraje), de Carla Simón (2022).
- Cet été-là, de Éric Lartigau (2022).
- La piedad, de Eduardo Casanova (2022).
- L'ordine del tempo, de Liliana Cavani (2023).
- Polvo serán, de Carlos Marqués-Marcet (2024).
- The Return, de Uberto Pasolini (2024).
- El último suspiro, de Costa-Gavras (2025).

## Obras de teatro
- Troya, siglo XXI. Dirección de Jorge Márquez y Gerardo Vera. Festival de Teatro Clásico de Mérida (2002).
- El graduado, adaptación teatral de la novela de Charles Webb y de la película de Mike Nichols. Dirección de Andrés Lima. (2005).
- La dama del mar, de Henrik Ibsen. Adaptación de Susan Sontag. Dirección de Robert Wilson. (2008).
- La hija del regimiento, ópera de Gaetano Donizetti. Dirección musical de Bruno Campanella y Jean-Luc Tingaud. Dir. escénica de Laurent Pel
- César & Cleopatra. Dramaturgia de Emilio Hernández. Dirección de Magüi Mira. Festival de Teatro Clásico de Mérida (2015-2016).
- Concierto para un olmo. Dirección de Corina Fiorillo (2017).

## Televisión
| Año           | Título                                    | Director                                   | País                           |
| ------------- | ----------------------------------------- | ------------------------------------------ | ------------------------------ |
| 1975          | Cuentos y leyendas: La Rubia y el Canario | Josefina Molina                            | España                         |
| 1983          | La Bella Otero                            | José María Sánchez                         | Italia España                  |
| 1985          | Quo vadis?                                | Franco Rossi                               | Italia                         |
| 1987          | Garibaldi, il generale                    | Luigi Magni                                | Italia                         |
| 1988          | Hemingway, fiesta y muerte                | José María Sánchez                         | Italia España                  |
| 1991          | Fantaghirò (primero episodio)             | Lamberto Bava                              | Italia                         |
| 1991          | Les démoniaques                           | Pierre Koralnik                            | Francia                        |
| 1994          | Sandino                                   | Miguel Littín                              | España Chile Nicaragua Italia  |
| 1995          | La famiglia Ricordi                       | Mauro Bolognini                            | Italia Francia España Alemania |
| 1998          | Hermanas                                  | Enric Banqué                               | España                         |
| 1998          | Vite blindate                             | Alessandro Di Robilant                     | Italia                         |
| 1998          | Le baiser sous la cloche                  | Emmanuel Gust                              | Francia                        |
| 1999          | La mujer del presidente                   | Eduardo Ripari                             | Argentina                      |
| 2000          | María, Madre de Jesús                     | Fabrizio Costa                             | Italia                         |
| 2004          | Imperium: Nerón                           | Paul Marcus                                | Reino Unido Italia España      |
| 2007          | Chiara e Francesco                        | Fabrizio Costa                             | Italia                         |
| 2007          | La Commune                                | Abdel Raouf Dafri y Philippe Triboit       | Francia                        |
| 2008          | Io non dimentico                          | Luciano Odorisio                           | Italia                         |
| 2009          | L'onore e il rispetto 2                   | Salvatore Samperi y Luigi Parisi           | Italia                         |
| 2010          | Caterina e le sue figlie 3                | Fabio Jephcott                             | Italia                         |
| 2010-2013     | Gran Reserva                              | Carlos Sedes, Manuel Gómez Pereira y otros | España                         |
| 2011          | Viso d'angelo                             | Eros Puglielli                             | Italia                         |
| 2011          | Sangue caldo                              | Luigi Parisi y Alessio Inturri             | Italia                         |
| 2013          | Anna Karenina                             | Christian Duguay                           | Italia Francia España Lituania |
| 2014          | Furore - Il vento della speranza          | Alessio Inturri                            | Italia                         |
| 2014          | Rodolfo Valentino - La leggenda           | Alessio Inturri                            | Italia                         |
| 2014          | Crónica de castas                         | Daniel Giménez Cacho                       | México                         |
| 2014-2015     | Velvet                                    | Carlos Sedes y otros                       | España                         |
| 2018          | Victor Hugo, ennemi d'État                | Iris Bucher y Jean-Marc Moutout            | Francia                        |
| 2019          | Días de Navidad                           | Pau Freixas                                | España                         |
| 2020          | La valla                                  | Daniel Écija                               | España                         |
| 2021          | Un asunto privado                         | David Pinillos y María Ripoll              | España                         |
| 2023          | Filles du feu                             | Maïté Sonnet y Giulia Volli                | Francia                        |
| 2024-presente | Regreso a Las Sabinas''                   | Jordi Frades y otros                       | España                         |

## Discografía
- Con las defensas rotas. Colabora Georges Moustaki (1986).
- B.S.O. Las cosas del querer. Junto a Manuel Bandera (1989).
- Las cosas del querer. 2ª parte (1995).
- Mujeres, de Coque Malla. Canta Lo intenta (2013).

## Premios y nominaciones

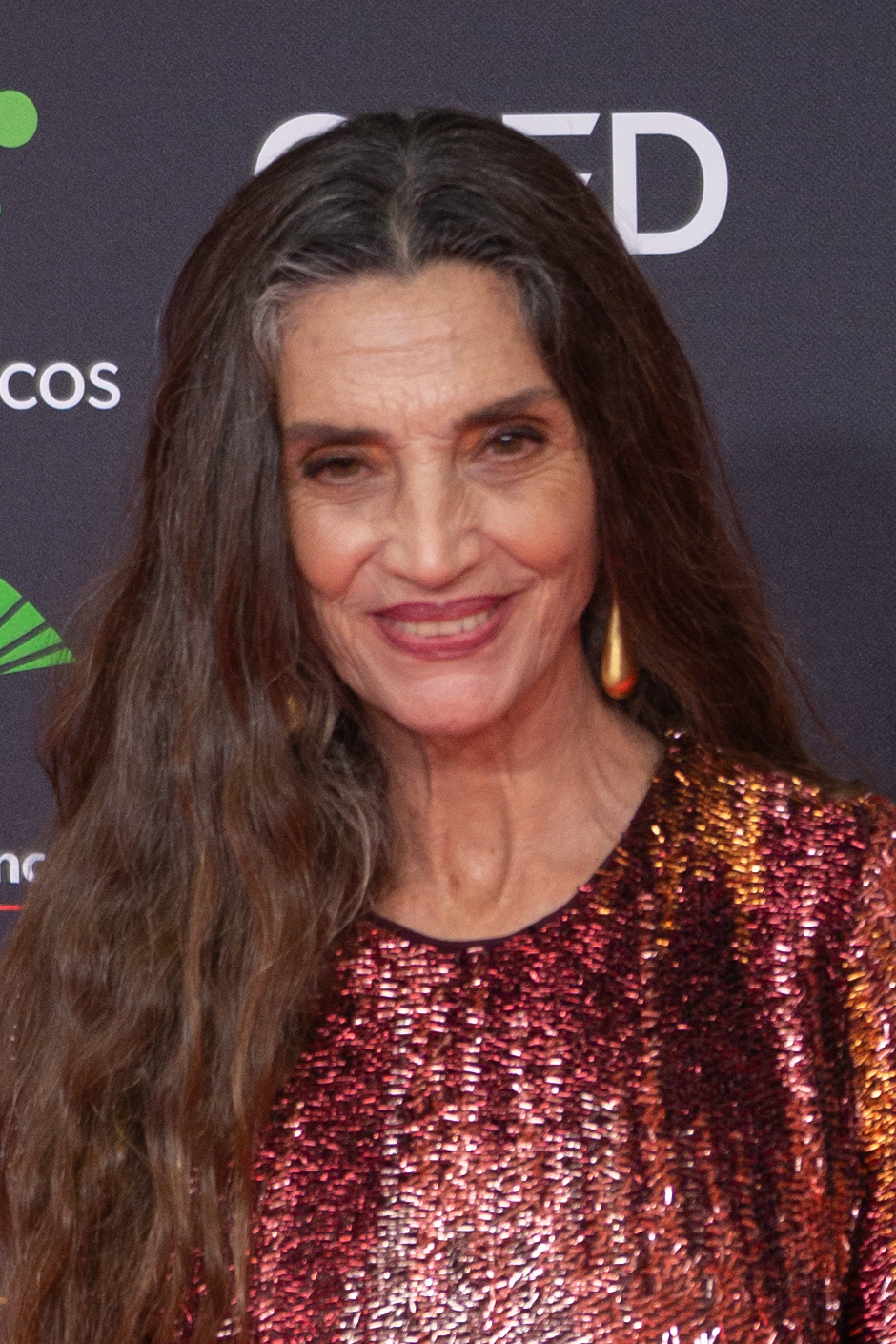
Ángela Molina en los Premios Goya en 2020

Premios David de Donatello
| Año  | Categoría                 | Película                     | Resultado |
| ---- | ------------------------- | ---------------------------- | --------- |
| 1986 | Mejor actriz protagonista | Camorra: Contacto en Nápoles | Ganadora  |

Festival Internacional de Cine de San Sebastián
| Año  | Categoría                         | Película           | Resultado |
| ---- | --------------------------------- | ------------------ | --------- |
| 1986 | Concha de Plata a la mejor actriz | La mitad del cielo | Ganadora  |

Premios Goya
| Año  | Categoría                                  | Película                  | Resultado |
| ---- | ------------------------------------------ | ------------------------- | --------- |
| 1986 | Mejor interpretación femenina protagonista | La mitad del cielo        | Nominada  |
| 1988 | Mejor interpretación femenina protagonista | Luces y sombras           | Nominada  |
| 1989 | Mejor interpretación femenina protagonista | Las cosas del querer      | Nominada  |
| 1997 | Mejor interpretación femenina de reparto   | Carne trémula             | Nominada  |
| 2012 | Mejor interpretación femenina de reparto   | Blancanieves              | Nominada  |
| 2021 | Premio Goya de Honor 2021                  | Premio Goya de Honor 2021 | Ganadora  |

Fotogramas de Plata
| Año  | Categoría                        | Película                              | Resultado     |
| ---- | -------------------------------- | ------------------------------------- | ------------- |
| 1977 | Mejor intérprete de cine español | Camada negra Nunca es tarde           | Ganadora      |
| 1979 | Mejor intérprete de cine español | El corazón del bosque La Sabina       | Ganadora      |
| 1982 | Mejor actriz de cine             | Demonios en el jardín                 | Nominada      |
| 1986 | Mejor actriz de cine             | El río de oro La mitad del cielo Lola | Ganadora      |
| 1989 | Mejor actriz de cine             | Esquilache Las cosas del querer       | Nominada      |
| 1993 | Mejor actriz de cine             | Mal de amores                         | Semifinalista |
| 1997 | Mejor actriz de cine             | Carne trémula Edipo alcalde           | Ganadora      |
| 1998 | Mejor actriz de televisión       | Hermanas                              | Nominada      |
| 2017 | Toda una vida                    | Toda una vida                         | Ganadora      |

Medallas del Círculo de Escritores Cinematográficos
| Año  | Categoría               | Película     | Resultado |
| ---- | ----------------------- | ------------ | --------- |
| 2012 | Mejor actriz secundaria | Blancanieves | Ganadora  |

Premios Sant Jordi
| Año  | Categoría                           | Película | Resultado |
| ---- | ----------------------------------- | -------- | --------- |
| 2019 | Premio a la trayectoria profesional | Ganadora |           |

Premios de la Unión de Actores
| Año  | Categoría                               | Película      | Resultado |
| ---- | --------------------------------------- | ------------- | --------- |
| 1997 | Mejor interpretación secundaria de cine | Carne trémula | Nominada  |
| 2012 | Mejor actriz secundaria de cine         | Blancanieves  | Nominada  |
| 2013 | Mejor actriz secundaria de televisión   | Gran Reserva  | Nominada  |

Premios Gaudí
| Año  | Categoría                   | Película     | Resultado |
| ---- | --------------------------- | ------------ | --------- |
| 2012 | Mejor protagonista femenina | Blancanieves | Nominada  |

Festival de Cine Español de Málaga
| Año  | Categoría                                      | Película                                       | Resultado |
| ---- | ---------------------------------------------- | ---------------------------------------------- | --------- |
| 2002 | Premio Málaga a la trayectoria cinematográfica | Premio Málaga a la trayectoria cinematográfica | Ganadora  |
| 2012 | Mejor actriz de reparto (Mención especial)     | Miel de naranjas                               | Ganadora  |

Premios Zapping
| Año  | Categoría    | Película     | Resultado |
| ---- | ------------ | ------------ | --------- |
| 2011 | Mejor actriz | Gran Reserva | Ganadora  |

Otros premios
- 2013
  - Medalla de Oro de la Academia de las Artes y las Ciencias Cinematográficas de España.[19]
  - Premio honorífico Guadalajara Iberoamericano del Festival Internacional de Cine de Guadalajara (México).
- 2012
  - Premio de Honor Ciudad de Alicante del Festival de Cine de Alicante.
  - Espiga de Honor de la Semana Internacional de Cine de Valladolid.
- 2011
  - Premio Luis Ciges del Festival de Cine de Islantilla.
- 2010
  - Premio Luis Buñuel del Festival Internacional de Cine de Huesca.
- 2009
  - Premio de Honor de la Mostra de Cinema Llatinoamericà de Lleida.
  - Premio Nacional de Cinematografía Nacho Martínez del Festival Internacional de Cine de Gijón.
- 2007
  - Premio honorífico Fellini 8 1/2 del Festival EuropaCinema de Viareggio.
  - Premio de Interpretación del Festival Internacional de Cine de Ibiza por La caja.
- 2002
  - Medalla de Oro al Mérito en las Bellas Artes.
- 1999
  - Premio honorífico Ciudad de Huelva del Festival de Cine Iberoamericano de Huelva.
- 1996
  - Premio de Interpretación del Festival de Cine de Cartagena de Indias por Las cosas del querer 2.
- 1989
  - Premio de Interpretación del Festival de Cine de Santarém por La mitad del cielo.
- 1985
  - Gran Premio de la Crítica de Nueva York por Demonios en el jardín.
  - Premio ACE a la mejor actriz por Demonios en el jardín.
- 1982
  - Premio de Interpretación del Festival de Cine de Montréal.
- 1981
  - Gran Premio de Interpretación del Festival de Cine de Nueva Delhi por La Sabina.
- Jurados
  - Miembro del Jurado de Cortometrajes del Festival Internacional de Cine de Cannes 1998.
  - Presidenta del Jurado del Festival Internacional de Cine de Berlín 1999.
  - Miembro del Jurado Oficial del Festival Internacional de Cine de San Sebastián 2000.
  - Presidenta del Jurado de la Sección Oficial del Festival de Cine Español de Málaga 2010.

| Predecesor: Fernando Trueba | Premio Nacional de Cinematografía 2016 | Sucesor: Antonio Banderas |

### Reportajes
- Tico Medina. Ángela Molina, claro objeto de deseo. ABC, 13 de agosto de 2002.
- Vicente Molina Foix. Ángela Molina. Arrebatadora y terrenal. El País, 9 de agosto de 2004.
- Vicente Molina Foix. El deseo de Ángela Molina. El País, 20 de febrero de 2005.
- Rueda de Prensa. Festival Internacional de Cine de Gijón, 20 de noviembre de 2009.
- Filmografía comentada. Fotogramas, 19 de enero de 2011. Archivado el 1 de febrero de 2014 en Wayback Machine.
- Bienvenidos a casa: Ángela Molina, sentimiento en el arte. RNE, 24 de marzo de 2011.
- Juan Cruz. "Con la soledad nos vamos; hay que cuidarla, aceptarla y no temerla". El País Semanal, 19 de enero de 2014.
- Sucedió una noche: 60 años de Ángela Molina. Cadena SER, 4 de octubre de 2015.

- Datos: Q106791
- Multimedia: Ángela Molina / Q106791